# Euralys Syndicat intercommunal
Euralys Syndicat intercommunal, couramment appelé Euralys, est une ancienne structure intercommunale française, située dans le département du Nord et la région Nord-Pas-de-Calais, frontalière de la Belgique, dans la plaine de l'Europe du Nord. Il était un syndicat intercommunal à vocations multiples.

## Histoire
Le Syndicat intercommunal Lys-Nord-Métropole (SILNM) avait été créé en 1999. Son premier président fut le maire de Linselles, Jacques Rémory.
En 2012, le Syndicat intercommunal Lys-Nord-Métropole changea de nom pour Euralys Syndicat intercommunal.
Le 1er septembre 2013, Euralys quitta ses locaux en mairie de Linselles pour installer son siège à Halluin, dans des locaux qui lui étaient propres.
À la suite de la décision de la commune d'Halluin de se retirer du syndicat, Euralys fut dissout en 2017,.

## Administration

### Présidents
| Période | Période | Identité        | Étiquette | Qualité            |
| ------- | ------- | --------------- | --------- | ------------------ |
| 1999    | 2010    | Jacques Rémory  |           | Maire de Linselles |
| 2010    | 2012    | Jean-Luc Deroo  | PS        | Maire d'Halluin    |
| 2012    | 2017    | Alain Detournay | UMP       | Maire de Comines   |

### Instances politiques
Euralys était administré par un comité syndical, composé de 14 délégués titulaires (deux par commune membre) et 14 délégués suppléants élus par les conseils municipaux. Le comité syndical se réunissait au moins une fois par trimestre. Il élisait en son sein un bureau syndical, dont le président et les vice-présidents. Le bureau syndical était composé des maires des communes membres et se réunissait mensuellement.
De 2008 à 2014, le comité syndical avait mis en place une présidence tournante pour le mandat 2008-2014, avec l'élection d'un nouveau président tous les deux ans.

### Composition
Euralys se composait de 7 communes de la vallée de la Lys :
- Bousbecque
- Comines
- Deûlémont
- Halluin
- Linselles
- Warneton
- Wervicq-Sud

## Démographie
| 51 745 | 52 127 |
| Nombre retenu à partir de 1982 : Population sans doubles comptes, puis population municipale à partir de 2006 |        |

## Compétences
Euralys exerçait plusieurs compétences que l'on pouvait regrouper en deux missions essentielles :
1. développer le territoire, notamment en définissant une stratégie de développement et d'aménagement ;
2. mutualiser les moyens entre les communes.

## Ressource
Les contributions communales étaient la principale recette de fonctionnement d'Euralys.